# Perplexus

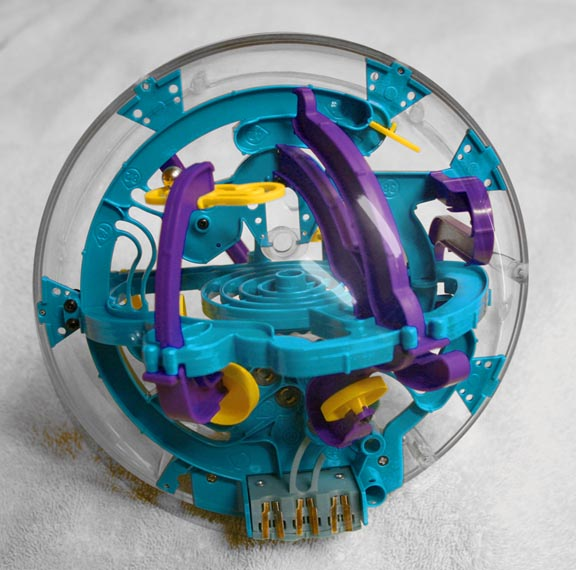
Superplexus

Perplexus (d'abord créé sous le nom de Superplexus) est un  jeu d'adresse construit comme un labyrinthe en trois dimensions à l'intérieur d'une sphère. En tournant celle-ci, le joueur tente de faire parcourir à une petite bille d'acier un chemin parsemé d'obstacles.

## Historique
Perplexus fut développé en collaboration par  Michael McGinnis, enseignant et magicien, et par   Brian Clemens et Dan Klitsner, inventeurs de jouets participant au  KID Group (en), basé à San Francisco et connu pour l'invention des jeux  Bop It (en) et HyperDash. McGinnis avait esquissé des idées de labyrinthes  tri-dimensionnels dès la fin des années 70. Il montra des ébauches de prototypes à Clemens et Klitsner vers 1999. Après une année de collaboration, ils perfectionnèrent le jeu pour qu'un jeune enfant puisse le démarrer, mais que cela reste un défi d'en achever les nombreux niveaux. 
Une version munie d'un  minuteur électronique appelée Superplexus parut en 2001, mais n'eut qu'une diffusion limitée.
En 2009, Busy Life, LLC acquit la licence de fabrication des jouets Perplexus ; il est actuellement exclusivement distribué par Spin Master (en).

## Description détaillée
Dans chacun des modèles de Perplexus, le joueur tente, en faisant pivoter la sphère, de faire parcourir à une petite bille d'acier un labyrinthe tridimensionnel formé d'étroits passages en plastique reliés par des obstacles de difficulté variée (comportant par exemple des bascules, des chutes dans des tuyaux ou des transports par des nacelles), en exploitant en particulier la gravité.
Suivant le modèle, le nombre et la difficulté des obstacles varie : par exemple, 70 pour Rookie (débutant) et 125 pour Epic (difficile).
Certains modèles demandent, en plus de manipuler la sphère, d'actionner des mécanismes depuis l'extérieur. Le modèle Twist demande par exemple de faire pivoter les deux demi-sphères pour faire correspondre entre eux certains passages. Une partie des parcours de Warp ne peut être atteinte qu'en transportant la bille dans des nacelles activées de l'extérieur.

## Liste des modèles
Il existe, en 2023, au moins quinze modèles de Perplexus : Rookie, Original, Epic, Twist, Warp, Death Star, Cascading cups, Spiral, Q-bot, Drakko, Sidewinder, Electro lum, Révolution runner[réf. souhaitée] et Portal. Il existe également quelques variantes : le modèle Giant (Perplexus original grossi), l'original mini (aussi appelé « world's smallest perplexus »); ainsi que le modèle Harry Potter "Prophétie" (qui n'est autre qu'un Rookie avec couleurs et socle différents). 
Dans la collection complète, nous pouvons également rajouter les 2 Superplexus (la marque Superplexus a été changée en Perplexus), le Superplexus original (même labyrinthe que le Perplexus original, dans un autre coloris et avec un design différent et un chronomètre intégré) paru en 2002, que l'on peut trouver d'occasion sur différents sites, et enfin le Superplexus a~! Mini, paru en 2004 uniquement au Japon, ce qui le rend très rare et difficile à trouver. C'est donc une pièce de collection recherchée, prenant de plus en plus de valeur.
En 2021, deux nouveaux modèles,  le 2x2 Rubik's Cube Hybrid et le 3x3 Rubik's Cube Hybrid (ce dernier ne pouvant tourner que sur un axe) demandent, par des manœuvres analogues à celles du Rubik’s Cube, de reconstituer le labyrinthe dans lequel doit circuler la bille.
En 2013, le modèle Epic a été nommé « Game of the Year »  (Jeu de l'année) par la Toy Industry Association (en).
| Date de parution | Nom                                       | Editeur            | Format | Special                                                         | Nomre d'obstacles | Niveau                                 |
| 2001             | Superplexus Original                      | Tiger Electtronics | Boule  | Chronomètre (Non sphérique)                                     | 100               | Intermédiaire                          |
| 2004             | Superplexus a~! Mini                      | Takara             | Boule  | Chronomètre (Japon uniquement)                                  | 13                | Débutant                               |
| 2009             | Original                                  | Spin Master        | Boule  | -                                                               | 100               | Intermédiaire                          |
| 2010             | Epic                                      | Spin Master        | Boule  | -                                                               | 125               | Difficile                              |
| 2011             | Rookie                                    | Spin Master        | Boule  | -                                                               | 70                | Débutant                               |
| 2013             | Twist                                     | Spin Master        | Boule  | Mécanismes manuels: la sphère est en deux parties qui tournent. | 30                | Difficile                              |
| 2014             | Warp                                      | Spin Master        | Boule  | Non sphérique                                                   | 80                | Intermédiaire                          |
| 2015             | Death Star (Star Wars)                    | Spin Master        | Boule  | Mécanisme manuel + Son et lumière                               | 115               | Difficile                              |
| 2015             | World's Smallest: Original                | Spin Master        | Tube   |                                                                 | 100               | Intermédiaire                          |
| 2016             | Q-Bot                                     | PlayMonster        | Cube   | (USA uniquement)                                                | 33                | Débutant                               |
| 2017             | Drakko                                    | PlayMonster        | Œuf    | (USA uniquement)                                                | 20                | Débutant                               |
| 2018             | Harry Potter "Prophétie"                  | Spin Master        | Boule  | Idem Rookie                                                     | 70                | Débutant                               |
| 2018             | LightSpeed                                | Spin Master        | Tube   | Mécanismes manuels + Son et lumière (peut être utilisé sans)    | 20                | Débutant à Difficile selon mode de jeu |
| 2018             | Mini Spiral                               | Spin Master        | Tube   |                                                                 | Boucle infinie    | Débutant                               |
| 2018             | World's Coolest: Spiral                   | Spin Master        | Tube   | Porte clef                                                      | Boucle infinie    | Débutant                               |
| 2018             | Mini Stairs / Cascading Cups              | Spin Master        | Tube   |                                                                 | Boucle infinie    | Débutant                               |
| 2018             | Mini Stairs                               | Spin Master        | Tube   | Porte clef                                                      | Boucle infinie    | Débutant                               |
| 2018             | World's Coolest: Teeter                   | Spin Master        | Tube   | Porte clef                                                      | Boucle infinie    | Intermediaire                          |
| 2018             | World's Smallest: Twist                   | Spin Master        | Tube   | Porte clef                                                      | 30                | Difficile                              |
| 2018             | Perplexus Giant                           | Spin Master        | Boule  | Idem Original mais 61 cm de diam.                               | 100               | Intermédiaire                          |
| 2019             | Beast                                     | Spin Master        | Boule  | Idem Original                                                   | 100               | Intermédiaire                          |
| 2019             | Epic                                      | Spin Master        | Boule  | Idem Epic (ré-édition)                                          | 125               | Difficile                              |
| 2019             | Rebel                                     | Spin Master        | Boule  | Idem Rookie                                                     | 70                | Débutant                               |
| 2019             | Revolution Runner                         | Spin Master        | Plat   | Electronique                                                    |                   | Difficile                              |
| 2020             | Sidewinder                                | Spin Master        | Plat   | Pas vraiment un labyrinthe 3D                                   |                   | Débutant                               |
| 2020             | Twisted                                   | Spin Master        | Plat   | Pas vraiment un labyrinthe 3D                                   |                   | Débutant                               |
| 2021             | Go! Spiral                                | Spin Master        | Boule  |                                                                 | 30                | Intermédiaire                          |
| 2021             | Go! Stairs                                | Spin Master        | Boule  |                                                                 | 30                | Intermédiaire                          |
| 2021             | Go! Harry Potter "Prophétie" / Go! Snitch | Spin Master        | Boule  | Mini "Prophétie"                                                | 70                | Débutant                               |
| 2021             | Rubik's Fusion                            | Spin Master        | Cube   | Rubik's cube 3x3                                                | 225               | Difficile                              |
| 2021             | Rubik's Hybrid                            | Spin Master        | Cube   | Rubik's cube 2x2                                                | 100               | Difficile                              |
| 2022             | Portal                                    | Spin Master        | Boule  | Mécanismes manuels                                              | 150               | Difficile                              |